# Giải Cánh diều cho phim ngắn
Giải Cánh diều cho phim ngắn là một hạng mục trao giải của Giải Cánh diều, hạng mục này ban đầu là sự kiện riêng biệt tổ chức thường niên vào dịp cuối năm với tên gọi Cuộc thi phim ngắn toàn quốc, do Hội Điện ảnh Việt Nam tổ chức. Nhằm ủng hộ các sáng tạo và thể nghiệm của các tác giả trẻ. Giải thưởng của cuộc thi được trao cho các bộ phim tham gia, không có giải cho các cá nhân nên mỗi đạo diễn có thể dự thi với nhiều tác phẩm.
Từ năm 2006, cuộc thi đổi tên thành Giải Cánh diều dành cho phim ngắn, đồng nhất với hệ thống giải Cánh diều với phân hạng giải thưởng cùng tên gọi Cánh diều Vàng, Cánh diều Bạc, giải khuyến khích và Bằng khen.
Từ Giải Cánh diều 2010, Giải Cánh diều dành cho phim ngắn được gộp và trở thành một hạng mục chính thức của Giải Cánh diều.

## Cuộc thi phim ngắn toàn quốc

### 2003
Cuộc thi phim ngắn toàn quốc 2002 - 2003 được tổ chức vào tháng 8 năm 2003 do Hội Điện ảnh Việt Nam và Cục Điện ảnh Việt Nam phối hợp tổ chức. Cuộc thi có 72 tác phẩm dự giải, sau đó chọn ra 12 tác phẩm xuất sắc nhất; với giải nhất trị giá 20 triệu đồng, mỗi giải nhì 10 triệu đồng, mỗi giải ba 5 triệu đồng và mỗi giải khuyến khích 3 triệu đồng. Lễ trao giải được tổ chức vào ngày 2 tháng 9 năm 2003 tại Trường Đại học Sân khấu – Điện ảnh Thành phố Hồ Chí Minh. Theo đánh giá của Ban Giám khảo, có 2/3 lượng tác phẩm than gia lần này chưa đúng tiêu chí xúc tích mà phim ngắn đòi hỏi. Những tác phẩm giành giải có sự sáng tạo, giải quyết và thể hiện ý tưởng một cách sinh động, sâu sắc, hình thức thể hiện độc đáo.
Sau khi cuộc thi kết thúc các tác phẩm đạt giải được phát song trong chương trình Điện ảnh chiều thứ bảy trên VTV3, một số phim tham gia cũng được chọn lọc và phát hành trong DVD của Hội.
| Giải           | Phim                    | Đạo diễn          | Đơn vị sản xuất                                           | Hình thức     | Chú thích   |
| -------------- | ----------------------- | ----------------- | --------------------------------------------------------- | ------------- | ----------- |
| Giải nhất      | Bích câu kỳ ngộ         | Nguyễn Hoàng Linh | Hãng phim truyện I                                        | Phim truyện   | [ 1 ] [ 5 ] |
| Giải nhì       | Niềm tin                | Vũ Ngọc Đãng      | Trường cao đẳng Sân khấu - điện ảnh Thành phố Hồ Chí Minh |               | [ 1 ] [ 5 ] |
| Giải nhì       | Bỏng                    | Nguyễn Mỹ Khanh   | Trường cao đẳng Sân khấu - điện ảnh Thành phố Hồ Chí Minh | Phim tài liệu | [ 1 ] [ 5 ] |
| Giải Ba        | Xuất giá tòng phu       | Lê Bảo Trung      |                                                           | Phim truyện   | [ 4 ] [ 5 ] |
| Giải Ba        | Kiếp luân hồi           | Vũ Phương Linh    |                                                           | Phim truyện   | [ 4 ] [ 5 ] |
| Giải Ba        | Chân dung một người già | Tạ Nguyên Hiệp    |                                                           | Phim tài liệu | [ 4 ] [ 5 ] |
| Khuyến khích   | Chuyện hai chiếc bình   | Đàm Minh Chí      |                                                           |               | [ 4 ]       |
| Khuyến khích   | Âm bản                  | Nguyễn Như Vũ     |                                                           |               | [ 4 ]       |
| Khuyến khích   | Gió trên đồng           | Đinh Văn Viện     |                                                           |               | [ 4 ]       |
| Khuyến khích   | Xứ sở kỳ lạ             | Trần Hùng Cường   |                                                           |               | [ 4 ]       |
| Khuyến khích   | Chị ơi                  | Phạm Mai Chi      |                                                           |               | [ 4 ]       |
| Khuyến khích   | Chuyện của Lâm          | Ngô Quý Dương     |                                                           | Phim tài liệu | [ 4 ]       |
| Tham gia đề cử | Nhà tiên tri ảo         | Vũ Ngọc Đãng      |                                                           | Phim truyện   | [ 5 ]       |

### 2004
Cuộc thi phim ngắn toàn quốc 2004 diễn ra từ ngày 21 đến 23 tháng 12 năm 2004, tại Thành phố Hồ Chí Minh. Cuộc thi lần này có 39 tác phẩm của 39 tác giả.
Chất lượng các tác phẩm tham gia cuộc thi lần bị đánh giá là không đồng đều, đề tài được chọn vượt ngoài khả năng của các đạo diễn, tác phẩm không được làm đến nơi đến chốn. Riêng các phim hoạt hình lại là điểm sáng của cuộc thi. Cùng với chất lượng các tác phẩm thì giải thưởng lần này hầu như chỉ mang tính cổ vũ, khuyến khích các tác giả.
Hội đồng giám khảo gồm: nhà biên kịch Nguyễn Thị Hồng Ngát (phó trưởng Ban giám khảo), đạo diễn Lê Hoàng, nhà biên kịch Nguyễn Mạnh Tuấn...
| Giải         | Phim                 | Đạo diễn            | Thể loại      | Đơn vị sản xuất                                           | Chú thích          |
| ------------ | -------------------- | ------------------- | ------------- | --------------------------------------------------------- | ------------------ |
| Giải nhất    | Cái đệm              | Bùi Kim Quy         | Phim truyện   | TT phát triển điện ảnh – TPD                              | [ 6 ] [ 8 ] [ 10 ] |
| Giải nhì     | Những người đàn bà   | Cù Kim Chi          | Phim truyện   | Điện ảnh chiều thứ Bảy                                    | [ 6 ] [ 8 ] [ 10 ] |
| Giải nhì     | Chuyện nhỏ dễ thương | Nguyễn Thị Hồng Yến | Hoạt hình     | Trường Cao đẳng Sân khấu – Điện ảnh Thành phố Hồ Chí Minh | [ 6 ] [ 8 ] [ 10 ] |
| Giải ba      | Vai phụ              | Linh Vân            | Phim tài liệu | Trường Cao đẳng Sân khấu – Điện ảnh Thành phố Hồ Chí Minh | [ 6 ] [ 8 ] [ 10 ] |
| Giải ba      | Sát nhân             | Nguyễn Tiến Dũng    | Phim truyện   | Trường Đại học Sân khấu – Điện ảnh Hà Nội                 | [ 6 ] [ 8 ] [ 10 ] |
| Khuyến khích | Hạnh phúc đỏ         | Lương Đình Dũng     | Phim truyện   | TPD                                                       | [ 6 ] [ 8 ] [ 10 ] |
| Khuyến khích | Chuyến tàu tuổi thơ  | Văn Công Viễn       | Phim truyện   | CĐSKĐA TP Hồ Chí Minh                                     |                    |
| Khuyến khích | Giải cứu             | Huỳnh Vinh Sơn      | Hoạt hình     | Hãng phim Giải Phóng                                      |                    |

### 2005
Cuộc thi phim ngắn toàn quốc 2005 diễn ra từ ngày 4 đến ngày 6 tháng 1 năm 2006 tại Nhà văn hóa điện ảnh, Thành phố Hồ Chí Minh. Cuộc thi lần này 51 phim tham dự, đến từ các cá nhân, các trường sân khấu điện ảnh và các hãng phim, đài truyền hình.
Trưởng ban giám khảo là đạo diễn Trần Thế Dân, các phim tham dự gồm 44 phim truyện, 5 phim tài liệu và 2 phi hoạt hình; 10 bộ phim xuất sắc nhất của cuộc thi được trình chiếu miễn phí cho khán giả trong 1 ngày trước lễ trao giải. Lễ trao giải có sự tham gia của ca sĩ Quang Dũng, Thanh Thúy, nhóm AC&M, nghệ sĩ Mai Đình Tới và vũ đoàn Những ngôi sao nhỏ.
| Giải                              | Phim               | Đạo diễn           | Đơn vị sản xuất   | Chú thích                                      |
| --------------------------------- | ------------------ | ------------------ | ----------------- | ---------------------------------------------- |
| Giải nhất                         | Lạt mềm buộc chặt  | Phạm Mai Chi       | VGIK              | Chuyển thể từ Bên góc đường của Vũ Trọng Phụng |
| Giải nhì                          | Kiến lửa           | Phạm Hải Anh       |                   | [ 13 ] [ 16 ]                                  |
| Giải nhì                          | Chỉ một đô la      | Nguyễn Mạnh Hà     | Trường ĐHSK-ĐA HN |                                                |
| Giải ba                           | Mùa thứ 5          | Nguyễn Hoàng Điệp  | Trường ĐHSK-ĐA HN |                                                |
| Giải ba                           | Tác phẩm đoạt giải | Đào Thanh Hưng     |                   |                                                |
| Khuyến khích                      | Sen                | Phạm Phi Đăng      |                   |                                                |
| Khuyến khích                      | Hoang tưởng        | Vĩnh Khương        | Trường ĐHSK-ĐA HN |                                                |
| Khuyến khích                      | Cò trắng           | Nguyễn Quỳnh Trang |                   |                                                |
| Trong top 10                      |                    |                    |                   |                                                |
|                                   | Thằng khùng        | Trần Toàn          |                   | [ 12 ]                                         |
| Ai đánh thức tôi khi mặt trời lặn | Lê Thảo Huyên      |                    |                   | [ 12 ]                                         |
| Sài Gòn 5g15 GMT                  | Vũ Linh Vân        |                    |                   | [ 12 ]                                         |

## Giải Cánh diều dành cho phim ngắn

### 2006
Từ năm này Cuộc thi phim ngắn toàn quốc  được đổi tên thành Giải Cánh diều dành cho phim ngắn, phân cấp giải cũng đổi từ Giải nhất thành Cánh diều Vàng và Giải nhì thành Cánh diều Bạc.
Giải năm 2006 thu hút 53 phim tham dự, trong đó có 42 phim truyện, 10 phim tài liệu và 01 phim hoạt hình. Các tác phẩm này đến từ Đại học Sân khấu - điện ảnh Hà Nội, Cao đẳng Sân khấu - điện ảnh TP.HCM, Hãng phim Truyền hình Thành phố Hồ Chí Minh, Trung tâm Phát triển tài năng TPD, Đài truyền hình Hà Nội, Hãng phim K5, Đài Truyền hình Việt Nam, Hãng phim truyền thông, Công ty tư vấn T.A.C và các cá nhân. Từ các phim tham dự sẽ chọn ra 12 phim xuất sắc nhất để trình chiếu miễn phí, lễ trao giải và bế mạc diễn ra tối 15 tháng 12 năm 2006 tại Nhà văn hóa Điện ảnh Tân Sơn Nhất, Phú Nhuận, Thành phố Hồ Chí Minh. Buổi lễ có sự góp mặt của ca sĩ Ngô Thanh Vân, Đức Tuấn, nhóm Năm Dòng Kẻ, nhóm múa Những Ngôi Sao Nhỏ.
Cơ cấu giải thưởng dự kiến gồm: 1 Cánh diều Vàng, 1 Cánh diều Bạc và 2 giải Khuyến khích; các thể loại sẽ được chấm điểm chung. Các tác phẩm dự giải lần này có chất lượng không tốt khiến cuộc thi bị đánh giá
là "So bó đũa chọn cột cờ" tương tự cuộc thi năm 2004. Trưởng ban giám khảo là nhà biên kịch Nguyễn Thị Hồng Ngát.
| Giải                           | Phim                      | Đạo diễn         | Đơn vị sản xuất                         | Chú thích                  |
| ------------------------------ | ------------------------- | ---------------- | --------------------------------------- | -------------------------- |
| Cánh diều Vàng                 | Đường về                  | Lục Đại Lượng    | Đài PTTH Bắc Cạn                        | Kinh phí sản xuất 25 triệu |
| Cánh diều Bạc                  | Đôi dép chuối             | Ngọc Tâm         | Trường Cao đẳng Sân khấu Điện ảnh TPHCM | [ 17 ]                     |
| Cánh diều Bạc                  | Trái tim bạc              | Nguyễn Hồng Chi  | TFS                                     | [ 17 ]                     |
| Bằng khen                      | Ta còn gửi lửa trong than | Nguyễn Công Tính | Trường ĐH SKĐA Hà Nội                   | [ 17 ] [ 18 ]              |
| Bằng khen                      | Chuyện ông Mờ             | Lương Đình Dũng  | Công ty tư vấn T.A.C                    | [ 17 ] [ 18 ]              |
| Khuyến khích                   | Tôi chỉ cần có thế        | Võ Thạch Thảo    | Trường Cao đẳng sân khấu TP.HCM         | [ 17 ] [ 18 ]              |
| Khuyến khích                   | Le lói                    | Huỳnh Thanh Sỹ   | Trường Cao đẳng sân khấu TP.HCM         | [ 17 ] [ 18 ]              |
|                                |                           |                  |                                         |                            |
| Các tác phẩm khác trong top 12 | Hai nửa trái tim          | Bùi Quốc Thắng   |                                         | Hoạt hình đất nặn          |
| Các tác phẩm khác trong top 12 | Quỳnh                     | Linh Nga         | ĐH Sân khấu Điện ảnh Hà Nội             | [ 18 ] [ 21 ]              |
| Các tác phẩm khác trong top 12 | Ý trời                    | Võ Hoàng Lan     |                                         | [ 18 ] [ 21 ]              |
| Các tác phẩm khác trong top 12 | Tôi chỉ cần có thế        | Võ Thạch Thảo    |                                         | [ 21 ]                     |

Quỳnh là tác phẩm nổi bật nhất cuộc thi nhưng không được giải thưởng vì bộ phim vượt quá thời lượng quy định.

### 2007
Giải Cánh diều dành cho phim ngắn 2007  được tổ chức từ ngày 17 đến 22 tháng 12 năm 2007, với khoảng 63 bộ phim ngắn của các sinh viên điện ảnh và các nhà làm phim trẻ tham gia. Trong đó có 51 phim truyện, 10 phim tài liệu và 2 phim hoạt hình.
Lễ trao giải diễn ra tối 22 tháng 12 tại Nhà văn hóa điện ảnh Tân Sơn Nhất, quận Tân Bình, Thành phố Hồ Chí Minh. Ban giám khảo cuộc thi gồm trưởng ban là đạo diễn Nguyễn Thanh Vân cùng các thành viên: nhà quay phim Phạm Hoàng Nam, đạo diễn Đào Bá Sơn, đạo diễn Ngô Quang Hải, nhà biên kịch Nguyễn Thị Hồng Ngát, nhà lý luận phê bình điện ảnh Thanh Tùng.
| Giải                    | Phim                     | Đạo diễn                 | Chú thích     |
| ----------------------- | ------------------------ | ------------------------ | ------------- |
| Cánh diều Vàng          | Phương "khùng"           | Nguyễn Anh Tuấn          | [ 22 ] [ 23 ] |
| Cánh diều Bạc           | Hoa cải về trời          | Lý Minh Thắng            | [ 22 ] [ 23 ] |
| Cánh diều Bạc           | Ảo ảnh                   | Nguyễn Thế Vinh          | [ 22 ] [ 23 ] |
| Cánh diều Bạc           | Bờ bên kia               | Đinh Thái Thụy           | [ 22 ] [ 23 ] |
| Khuyến khích            | Hộp quẹt bật lửa         | Nguyễn Nhật Duy          | [ 22 ] [ 23 ] |
| Khuyến khích            | Sắc màu                  | Lê Thị Dung              | [ 22 ] [ 23 ] |
| Khuyến khích            | Vụ trộm hy hữu           | Trương Anh Minh          | [ 22 ] [ 23 ] |
| Bằng khen               | Có 4 phim được bằng khen | Có 4 phim được bằng khen |               |
| Các bộ phim khác dự thi |                          |                          |               |
|                         | Gã                       | Nguyễn Thị Thắm          | [ 24 ]        |
|                         | Sám hối                  | Trần Lý Trân             | [ 24 ]        |
|                         | Mẹ ơi                    |                          | [ 24 ]        |
|                         | Sơ Nhung                 | Trần Đông Hải            | [ 25 ]        |
|                         | Để gió cuốn đi           | Nguyễn Định Tường        | [ 25 ]        |
|                         | Trong sáng               | Trịnh Đình Minh Lê       | [ 26 ]        |

### 2008
Giải Cánh diều cho phim ngắn 2008 diễn ra từ ngày 4 đến ngày 12 tháng 12 năm 2008, có 55 phim dự thi, trong đó có 41 phim truyện ngắn, 10 phim tài liệu và 1 phim hoạt hình. Lễ trao giải diễn ra tại rạp Tân Sơn Nhất, Thành phố Hồ Chí Minh.
Trường Đại học Sân khấu – Điện ảnh Hà Nội có 6 phim dự thi, Trường Đại học Sân khấu – Điện ảnh Thành phố Hồ Chí Minh có 21 phim dự thi (18 phim truyện và 3 phim tài liệu); công ty TNHH truyền thông giải trí Việt Hà với cặp tác giả Não Thu Hoài và Lê Hồ Lan dự thi với 6 phim truyện. Saigon Media có 2 phim tài liệu; Hãng phim Giải Phóng và Công ty Fanatic Film có chung 1 phim dự thi cũng là phim hoạt hình duy nhất được gửi tới.
Cũng như những lần tổ chức trước, giải lần này vẫn chọn ra 12 phim hay nhất để chiếu miễn phí trong ngày cuối cùng của giải. Tuy nhiên giải lần này thiếu tính chuyên môn khi toàn bộ Ban giám khảo đều là thuộc lĩnh vực phim truyện. Ban giám khảo bao gồm: đạo diễn Phạm Nhuệ Giang (trưởng ban), đạo diễn Quốc Hưng, đạo diễn Võ Tấn Bình, nhà biên kịch Đoàn Tuấn, nhà quay phim Nguyễn Viện.
| Giải           | Phim                 | Đạo diễn                   | Đơn vị sản xuất                                          | Chú thích            |
| -------------- | -------------------- | -------------------------- | -------------------------------------------------------- | -------------------- |
| Cánh diều Vàng | Bóng rối             | Nguyễn Thị Thủy Giang      | (cá nhân)                                                | [ 28 ] [ 29 ] [ 30 ] |
| Cánh diều Bạc  | Đi về nơi hoang dã   | Phan Hồng Thanh            | Trường Đại học Sân khấu – Điện ảnh Hà Nội                | [ 28 ] [ 29 ] [ 30 ] |
| Cánh diều Bạc  | Khe hở               | Trần Mỹ Dung               | (cá nhân) Đại học Huế                                    | [ 28 ] [ 29 ] [ 30 ] |
| Cánh diều Bạc  | Ảnh ảo               | Huỳnh Trung Hiếu           | Trường Đại học Sân khấu – Điện ảnh Thành phố Hồ Chí Minh | [ 28 ] [ 29 ] [ 30 ] |
| Khuyến khích   | Bồ câu không đưa thư |                            | Trường Đại học Sân khấu – Điện ảnh Thành phố Hồ Chí Minh | [ 28 ] [ 29 ] [ 30 ] |
| Khuyến khích   | Những vòng xe        | Lê Hoài Vũ                 | Trường Đại học Sân khấu – Điện ảnh Thành phố Hồ Chí Minh | [ 28 ] [ 29 ] [ 30 ] |
| Bằng khen      | Thỏ và rùa           | Huỳnh Vĩnh Sơn             | Hãng phim Giải Phóng, Fanatic Film                       | [ 30 ]               |
| Bằng khen      | Hành trình cãi mụ    | Võ Anh Cẩn                 | Đại học SKĐA TP.HCM                                      | [ 30 ]               |
| Bằng khen      | Ăn trưa              | Trần Trúc Ly; Vũ Minh Anh  | (cá nhân)                                                | [ 30 ]               |
| Bằng khen      | Một câu chuyện       | Đặng Liên - Nguyễn Bá Tuân | Đại học SKĐA TP.HCM                                      | [ 30 ]               |

### 2009
Giải Cánh diều dành cho phim ngắn 2009 với lễ trao giải được tổ chức ngày 13 tháng 11 năm 2009 tại rạp Tân Sơn Nhất, Thành phố Hồ Chí Minh.
Giải lần này có có 90 phim dự thi cho cả ba thể loại bao gồm: 62 phim truyện ngắn, 22 phim tài liệu và 6 phim hoạt hình. 9 bộ phim hoạt hình, trong đó có tới 5 phim hoạt hình được sản xuất theo công nghệ 3D.
Có 26 tác giả gửi phim với tư cách cá nhân, trường Đại học Sân khấu - Điện ảnh Hà Nội có số tác phẩm dự thi nhiều nhất là 22 phim, tiếp theo đó là Đại học Sân khấu - Điện ảnh Thành phố Hồ Chí Minh với 17 tác phẩm và một số công ty, đài truyền hình khác. Vì không có hội đồng sơ khảo nên Ban giám khảo đã phải xem toàn bộ 90 tác phẩm được gửi đến.; 12 phim xuất sắc nhất được trình chiếu miễn phí vài ngày cuối cùng của cuộc thi; trưởng ban Giám khảo là nhà biên kịch Nguyễn Hồ cùng các tác giả trẻ như đạo diễn Bùi Tuấn Dũng, đạo diễn Lê Bảo Trung, nhà thơ - đạo diễn Phan Huyền Thư. 12 phim chung cuộc gồm: 8 phim truyện, 2 tài liệu và 2 hoạt hình.
| Giải                        | Phim                 | Đạo diễn             | Thể loại      | Chú thích    |
| --------------------------- | -------------------- | -------------------- | ------------- | ------------ |
| Cánh diều Vàng              | Giao thừa            | Hồ Anh Tuấn          | Phim truyện   | [ 2 ]        |
| Cánh diều Bạc 1             | Bà ngoại leo dừa     | Đỗ Thành An          | Phim tài liệu | [ 2 ]        |
| Cánh diều Bạc 2             | Chú bé đánh giày     | Doãn Thành           | Hoạt hình     | [ 2 ]        |
| Khuyến khích                | Hồn cát              | Nguyễn Tấn Phước     | Phim truyện   | [ 2 ]        |
| Khuyến khích                | 2-4-6-3-5-7-Chủ nhật | Nguyễn Quang Minh    | Phim truyện   | [ 2 ]        |
| Khuyến khích                | Sadi đuổi quạ        | Phạm Trần Bảo Quyên  | Phim tài liệu | [ 2 ]        |
| Bằng khen (5 phim đạt giải) | Hình và bóng         | Trần Quang Minh      |               | [ 2 ] [ 33 ] |
| Bằng khen (5 phim đạt giải) | Một ngày - mọi ngày  | Nguyễn Thị Ngọc Châu |               | [ 2 ] [ 33 ] |
| Bằng khen (5 phim đạt giải) | Câu chuyện mùa đông  | Bùi Quốc Thắng       |               | [ 2 ] [ 33 ] |
| Không đạt giải              | Kỷ niệm              | Nguyễn Quang Tuyến   | Phim truyện   | [ 2 ]        |

## Giải Cánh diều - thập niên 2010
Giải Cánh diều cho phim ngắn chính thức trở thành hạng mục của Giải Cánh diều.

### Giải Cánh diều 2010
| Giải          | Phim           | Đạo diễn             | Đơn vị sản xuất      | Chú thích                                |
| ------------- | -------------- | -------------------- | -------------------- | ---------------------------------------- |
| Cánh diều Bạc | Đường kiến     | Thiều Hà Quang Nghĩa | Trường ĐHSK-ĐA HN    | Có 41 phim tham gia Không trao giải Vàng |
| Cánh diều Bạc | Mẹ và con      | Phan Huyền My        | TPD                  | Có 41 phim tham gia Không trao giải Vàng |
| Bằng khen     | Tình già       | Đỗ Thanh Hà          | TPD                  | [ 37 ]                                   |
| Bằng khen     | Nhọc nhằn than | Lê Mỹ Cường          | TPD                  | [ 37 ]                                   |
| Bằng khen     | Mình ơi        | Phạm Trần Bảo Quyên  | Trường ĐH SKĐA TPHCM | [ 37 ]                                   |
| Bằng khen     | Tập làm văn    | Đào Thái Anh         | Trường ĐH SKĐA TPHCM | [ 37 ]                                   |
| Bằng khen     | Khẽ chạm       | Đinh Tuấn Vũ         | Trường ĐH SKĐA HN    | [ 37 ]                                   |

### Giải Cánh diều 2011
| Giải           | Phim                         | Đạo diễn            | Đơn vị sản xuất    | Chú thích   |
| -------------- | ---------------------------- | ------------------- | ------------------ | ----------- |
| Cánh diều Vàng | 16 giờ 30                    | Trần Dũng Thanh Huy | Trường ĐHSK-ĐA HCM | Có 37 đề cử |
| Cánh diều Bạc  | Thứ bảy này bác có đến không | Lê Phương Mai       |                    | Có 37 đề cử |
| Cánh diều Bạc  | Mắt cửa                      | Huỳnh Viết Phương   |                    | Có 37 đề cử |
| Bằng khen      | Cá Chuối                     | Đỗ Quốc Trung       |                    | [ 41 ]      |
| Bằng khen      | Lỗ thủng                     | Lê Bình Giang       |                    | [ 41 ]      |
| Bằng khen      | Chở đá đi chơi               | Trần Ngọc Sáng      |                    | [ 41 ]      |
| Bằng khen      | Trái tim xanh                | Đặng Cao Cường      |                    | [ 41 ]      |
| Bằng khen      | Chuyện tào lao               | Nguyễn Khắc Huy     |                    | [ 41 ]      |
| Bằng khen      | Động lực sống                | Chu Việt Nga        | TPD                | [ 41 ]      |

### Giải Cánh diều 2012
| Giải                                                   | Phim                                                   | Đạo diễn                                               | Đơn vị sản xuất                                        | Chú thích     |
| ------------------------------------------------------ | ------------------------------------------------------ | ------------------------------------------------------ | ------------------------------------------------------ | ------------- |
| Cánh diều Vàng                                         | Chiếc hộp Pandora                                      | Đặng Việt Đức                                          | Trường ĐHSK-ĐA HN                                      | [ 35 ] [ 42 ] |
| Cánh diều Bạc                                          | Căn phòng 2012                                         | Nguyễn Hồng Quân                                       | Trường ĐHSK-ĐA HN                                      | [ 35 ] [ 42 ] |
| Cánh diều Bạc                                          | Nợ                                                     | Bùi Thị Hà                                             |                                                        | [ 35 ] [ 42 ] |
| Bằng khen                                              | Chuyện của con                                         | Phùng Văn Định                                         | Trường ĐHSK-ĐA HN                                      | [ 35 ] [ 42 ] |
| Bằng khen                                              | Trực nhật với Thư Kỳ                                   | Đỗ Quốc Trung                                          | Trường ĐHSK-ĐA HN                                      | [ 35 ] [ 42 ] |
| Bằng khen                                              | Sông cướp dòng                                         | Võ Quốc Thành                                          |                                                        | [ 35 ] [ 42 ] |
| 24 phim tham gia Trưởng ban giám khảo: Nguyễn Hữu Phần | 24 phim tham gia Trưởng ban giám khảo: Nguyễn Hữu Phần | 24 phim tham gia Trưởng ban giám khảo: Nguyễn Hữu Phần | 24 phim tham gia Trưởng ban giám khảo: Nguyễn Hữu Phần | [ 43 ] [ 44 ] |

### Giải Cánh diều 2013
| Giải          | Phim                | Đạo diễn            | Đơn vị sản xuất   | Chú thích                              |
| ------------- | ------------------- | ------------------- | ----------------- | -------------------------------------- |
| Cánh diều Bạc | Thiếu               | Lê Hiếu             | Trường ĐHSK-ĐA HN | Không có giải Vàng Có 45 phim tham gia |
| Cánh diều Bạc | Con đường đi học    | Hà Lệ Diễm          | TPD               | Không có giải Vàng Có 45 phim tham gia |
| Cánh diều Bạc | Đường về            | Đinh Trần Việt Thúy |                   | Không có giải Vàng Có 45 phim tham gia |
| Bằng khen     | Gia đình Thiện Giao | Trịnh Quang Bách    |                   | [ 47 ]                                 |
| Bằng khen     | Cánh cửa            | Phạm Xuân Trung     |                   | [ 47 ]                                 |

### Giải Cánh diều 2014
| Giải           | Phim                        | Đạo diễn   | Đơn vị sản xuất | Chú thích        |
| -------------- | --------------------------- | ---------- | --------------- | ---------------- |
| Cánh diều Vàng | Cô gái trên tầng thượng     | Lê Hoàng   |                 | Có 29 phim đề cử |
| Cánh diều Bạc  | Kẻ đến từ phía sau          | Thanh Sỹ   |                 | Có 29 phim đề cử |
| Bằng khen      | Gánh một kiếp nghề          | Quốc An    |                 | Có 29 phim đề cử |
| Bằng khen      | Hoàng tử bé và mê cung xanh | Lê Hiếu    |                 | Có 29 phim đề cử |
| Bằng khen      | Đóng vào mở ra              | Quốc Trung |                 | Có 29 phim đề cử |
| Bằng khen      | Lính                        | Thu Trang  |                 | Có 29 phim đề cử |
| Bằng khen      | Mùi                         | Lê Bảo     |                 | Có 29 phim đề cử |

### Giải Cánh diều 2015
| Giải           | Phim                       | Đạo diễn         | Đơn vị sản xuất                           | Chú thích                                           |
| -------------- | -------------------------- | ---------------- | ----------------------------------------- | --------------------------------------------------- |
| Cánh diều Vàng | Cách khác                  | Lã Tùng Lâm      | Trường ĐHSK-ĐA HN                         | Có 33 phim đề cử Trưởng Ban giám khảo: Phan Bích Hà |
| Cánh diều Vàng | Dành tặng ông Điều         | Nguyễn Hiền Anh  | TPD                                       | Có 33 phim đề cử Trưởng Ban giám khảo: Phan Bích Hà |
| Cánh diều Bạc  | Hai thế giới               | Mai Hoàng        | Trường Đại học Sân khấu – Điện ảnh Hà Nội | Có 33 phim đề cử Trưởng Ban giám khảo: Phan Bích Hà |
| Bằng khen      | Sự thật tiểu thuyết thế kỷ | Mai Hoàng        | Trường Đại học Sân khấu – Điện ảnh Hà Nội | Có 33 phim đề cử Trưởng Ban giám khảo: Phan Bích Hà |
| Bằng khen      | Bệnh nhân                  | Phạm Thanh Bình  | Trường Đại học Sân khấu – Điện ảnh Hà Nội | Có 33 phim đề cử Trưởng Ban giám khảo: Phan Bích Hà |
| Bằng khen      | Chiều muộn                 | Nguyễn Hồng Bách | TPD                                       | Có 33 phim đề cử Trưởng Ban giám khảo: Phan Bích Hà |
| Bằng khen      | Uyên                       | Nguyễn Hoài Nam  | TPD                                       | Có 33 phim đề cử Trưởng Ban giám khảo: Phan Bích Hà |

### Giải Cánh diều 2016
| Giải                                            | Phim                  | Đạo diễn                              | Đơn vị sản xuất                           | Chú thích          |
| ----------------------------------------------- | --------------------- | ------------------------------------- | ----------------------------------------- | ------------------ |
| Cánh diều Bạc                                   | XX2061                | Phạm Thu Thủy                         | TPD                                       | Không có giải Vàng |
| Cánh diều Bạc                                   | Rito Rito             | Nguyễn Ngọc Thảo Ly                   | TPD                                       | Không có giải Vàng |
| Cánh diều Bạc                                   | Áo đồng phục          | Nguyễn Hoàng Phương; Nguyễn Nhật Thủy | Trường Đại học Sân khấu – Điện ảnh Hà Nội | Không có giải Vàng |
| Bằng khen                                       | Bóng tối (The Shadow) | Hà Việt Phương; Nguyễn Quốc Việt      | Trường Đại học Sân khấu – Điện ảnh Hà Nội | Không có giải Vàng |
| Bằng khen                                       | Linh                  | Nguyễn Trà My                         | Trường Đại học Sân khấu – Điện ảnh Hà Nội | Không có giải Vàng |
| Bằng khen                                       | Tầng trên             | Nguyễn Sương Mai                      | TPD                                       | Không có giải Vàng |
| Trưởng Ban giám khảo: biên kịch Trịnh Thanh Nhã |                       |                                       |                                           |                    |

### Giải Cánh diều 2017
| Giải           | Phim                  | Đạo diễn                 | Đơn vị sản xuất | Chú thích                                                  |
| -------------- | --------------------- | ------------------------ | --------------- | ---------------------------------------------------------- |
| Cánh diều Vàng | Vô diện               | Nguyễn Phan Thảo Đan     |                 | Có 32 phim tham gia Trưởng ban giám khảo: Nguyễn Thanh Vân |
| Cánh diều Bạc  | Câu chuyện về ông Tời | Trương Minh Nhựt         |                 | Có 32 phim tham gia Trưởng ban giám khảo: Nguyễn Thanh Vân |
| Cánh diều Bạc  | Buông                 | Trần Minh Ngân; Anh Quân |                 | Có 32 phim tham gia Trưởng ban giám khảo: Nguyễn Thanh Vân |
| Cánh diều Bạc  | Lẫn (phim tài liệu)   | Nguyễn Ngọc Mai          | TPD             | Có 32 phim tham gia Trưởng ban giám khảo: Nguyễn Thanh Vân |

### Giải Cánh diều 2018
| Giải           | Phim                  | Đạo diễn        | Đơn vị sản xuất     | Chú thích          |
| -------------- | --------------------- | --------------- | ------------------- | ------------------ |
| Cánh diều Vàng | Mệ A (hoạt hình)      | Khánh Chi       | Đài PTTH Quảng Bình | Có 26 phim tham dự |
| Cánh diều Bạc  | Len Trâu              | Kim Thoại       |                     | Có 26 phim tham dự |
| Cánh diều Bạc  | Xứ Đoài mây trắng     | Vũ Quỳnh Phương |                     | Có 26 phim tham dự |
| Bằng khen      | Một phi vụ nọ         |                 |                     | Có 26 phim tham dự |
| Bằng khen      | Sợi dây               |                 |                     | Có 26 phim tham dự |
| Bằng khen      | Những mảnh đời đá bạc |                 |                     | Có 26 phim tham dự |

### Giải Cánh diều 2019
| Giải          | Phim              | Đạo diễn            | Đơn vị sản xuất                           | Chú thích                              |
| ------------- | ----------------- | ------------------- | ----------------------------------------- | -------------------------------------- |
| Cánh diều Bạc | Mộng tưởng đen    | Dương Phước Trung   | TPD và CJD                                | Có 17 phim tham gia Không có giải Vàng |
| Cánh diều Bạc | Hết hồn           | Nguyễn Thị Thu Hằng | Trường Đại học Sân khấu – Điện ảnh Hà Nội | Có 17 phim tham gia Không có giải Vàng |
| Bằng khen     | Cô ấy là Thanh    | Phạm Thanh Nga      | Trường Đại học Sân khấu – Điện ảnh Hà Nội | Có 17 phim tham gia Không có giải Vàng |
| Bằng khen     | Bí mật của mặt nạ | Trần Hằng           | Trường Đại học Sân khấu – Điện ảnh Hà Nội | Có 17 phim tham gia Không có giải Vàng |
| Bằng khen     | Bà ơi             | Phan Thị Như Loan   | Trường Đại học Văn Lang                   | Có 17 phim tham gia Không có giải Vàng |

## Giải Cánh diều - thập niên 2020

### Giải Cánh diều 2020
| Giải           | Phim                         | Đạo diễn          | Đơn vị sản xuất     | Chú thích                 |
| -------------- | ---------------------------- | ----------------- | ------------------- | ------------------------- |
| Cánh diều Vàng | Một cõi đi về                | Trần Thị Hà Trang | Trường ĐHSK-ĐA HN   | Có 18 phim tham gia đề cử |
| Cánh diều Bạc  | Đường cao tốc                | Hồ Thanh Thảo     | TPD                 | Có 18 phim tham gia đề cử |
| Cánh diều Bạc  | Cơm rác                      | Lò Minh Tuấn      | Đài PT-TH Điện Biên | Có 18 phim tham gia đề cử |
| Bằng khen      | Ba lô                        | Chu Ánh Nguyệt    | TPD                 | [ 63 ] [ 64 ]             |
| Bằng khen      | Có lẽ tôi là người giàu nhất | Trương Minh Nhựt  | Trường ĐHSK-ĐA HCM  | [ 63 ] [ 64 ]             |

### Giải Cánh diều 2021
| Giải           | Phim                 | Đạo diễn                       | Đơn vị sản xuất    | Chú thích                 |
| -------------- | -------------------- | ------------------------------ | ------------------ | ------------------------- |
| Cánh diều Vàng | Thành phố thẳng đứng | Nguyễn Thị Bích Ngọc           | Trường ĐHSK-ĐA HN  | Có 35 phim tham gia đề cử |
| Cánh diều Bạc  | Người hộ tang        | Đỗ Quốc Trung                  | Sidus And Teu Ent. | Có 35 phim tham gia đề cử |
| Cánh diều Bạc  | Nỗi đau đẹp nhất     | Lưu Hân                        | Trường ĐH Văn Lang | Có 35 phim tham gia đề cử |
| Bằng khen      | Lên tầng             | Nguyễn Tiến Thành              | Trường ĐHSK-ĐA HN  | Có 35 phim tham gia đề cử |
| Bằng khen      | Nhìn!                | Phan Thị Mỹ Thắm; Trần Trí Tín | Trường ĐHSK-ĐA HCM | Có 35 phim tham gia đề cử |

### Giải Cánh diều 2023
| Giải           | Phim                 | Đạo diễn             | Đơn vị sản xuất                         | Chú thích                 |
| -------------- | -------------------- | -------------------- | --------------------------------------- | ------------------------- |
| Cánh diều Vàng | Dưới đáy hố          | Đinh Phạm Phước Bình | Trường ĐHSK-ĐA TPHCM                    | Có 52 phim tham gia đề cử |
| Cánh diều Bạc  | Ảo giác              | Đào Linh Chi         | Trường ĐHSK-ĐA HN                       | Có 52 phim tham gia đề cử |
| Cánh diều Bạc  | Con gà mái mơ        | Lê Văn Mỹ Thiện      | Trường ĐHSK-ĐA TPHCM                    | Có 52 phim tham gia đề cử |
| Bằng khen      | Cho một ngày mai     | Trần Quang Huy       | Trường ĐHSK-ĐA HN                       | Có 52 phim tham gia đề cử |
| Bằng khen      | Dưới đôi cánh của mẹ | Bùi Phương Thảo      | Trường ĐHSK-ĐA HN                       | Có 52 phim tham gia đề cử |
| Bằng khen      | Điềm báo             | Hồ Thanh Thảo        | Công ty Cổ phần Phát triển điện ảnh TPD | Có 52 phim tham gia đề cử |

### Giải Cánh diều 2024
| Giải           | Phim              | Đạo diễn              | Đơn vị sản xuất                           | Chú thích     |
| -------------- | ----------------- | --------------------- | ----------------------------------------- | ------------- |
| Cánh diều Vàng | Đàn cá gỗ         | Nguyễn Phạm Thành Đạt | Trường Đại học Sân khấu – Điện ảnh Hà Nội | [ 69 ] [ 70 ] |
| Cánh diều Bạc  | Tẹo               | Đồng Công Hiếu        | Trường Đại học Sân khấu – Điện ảnh Hà Nội | [ 70 ]        |
| Cánh diều Bạc  | Karma             | Phạm Hữu Trí          | Trường Đại học Văn Lang                   | [ 70 ]        |
| Bằng khen      | Chú Năm hiếu thảo | Nguyễn Anh Dũng       | Trường ĐHSK-ĐA TPHCM                      | [ 70 ]        |
| Bằng khen      | Mẹ có ở đó không? | Nguyễn Thanh Hậu      | Trường ĐHSK-ĐA TPHCM                      | [ 70 ]        |